# Wanda Group

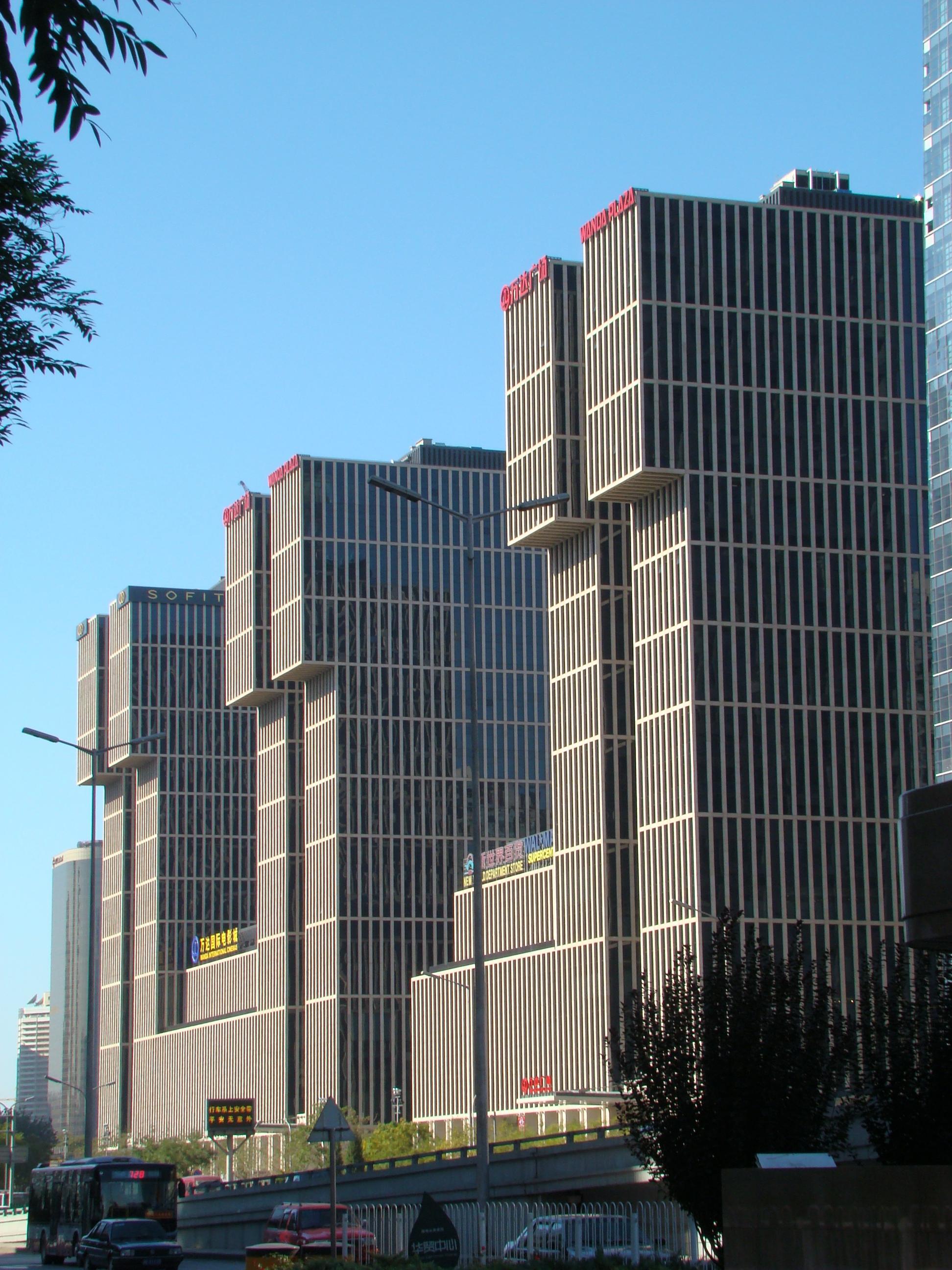
Le siège de l'entreprise à Pékin

Wanda Group, anciennement Dalian Wanda Group, est un conglomérat chinois regroupant des activités liées au tourisme, à l'hôtellerie et au cinéma. Son siège est à Pékin, après avoir été à Dalian jusqu'en 2009.
Wanda possède 40 hôtels cinq étoiles, 68 karaokés, 6 000 écrans de cinéma et 71 centres commerciaux.

## Histoire
Wanda est fondé en 1988 par Wang Jianlin.
En mai 2012, Dalian Wanda Group  rachète AMC Theatres, l'une des plus grandes chaînes de salles de cinémas des États-Unis avec 346 salles. En 2013, Wanda acquiert Sunseeker, fabricant anglais de yachts.
En septembre 2013, la société a investi 48,8 milliards de yuans dans un  parc de l'industrie du film et de la télévision à Qingdao, dans la Province du Shandong. Le projet porte sur un espace de 376 hectares, comprenant dix studios, dont le « plus grand du monde » (10 000 m2)
Le 7 février 2014, Jianlin annonce la construction près d'Hefei d'un parc à thèmes de 5 milliards de dollars pour concurrencer le Shanghai Disney Resort prévu pour fin 2015 et d'un budget de 4,1 milliards de dollars.
En décembre 2014, Dalian Wanda acquiert la permission de lancer une introduction en bourse à la bourse de Hong Kong pour un montant de 6 milliards de dollars.
En février 2015, le groupe rachète pour 1,05 milliard d'euros la société suisse de marketing sportif Infront Sports & Media, commercialisant les droits de retransmission d'évènements du sport après avoir investi dans l'Atletico Madrid.
En juin 2015, Wanda acquiert la chaîne de cinéma australienne Hoyts, regroupant 450 cinémas en Australie, pour 356,7 millions de dollars,.
En août 2015, Dalian Wanda acquiert au fonds d'investissement Providence Equity Partners la franchise de courses de triathlon Ironman, World Triathlon Corporation, pour 650 millions de dollars en plus d'une reprise de dette d'environ 250 millions de dollars.
En janvier 2016, Dalian Wanda annonce l'acquisition d'une participation majoritaire dans Legendary Entertainment, pour une somme comprise entre 3 et 4 milliards de dollars.
Le 13 juillet 2016, Wanda Group annonce être en pourparlers pour acheter 49 % de Paramount Pictures. 
Le 23 septembre 2016, Wanda Group s'associe avec Sony Pictures pour des coproductions.
En novembre 2016, Wanda Group annonce l’acquisition pour environ 1 milliard de dollars de Dick Clark Productions, entreprise de production, qui produit notamment les Golden Globes, American Music Awards et Miss America.
Wanda a cédé certains parcs de loisirs et une partie de ses hôtels au promoteur immobilier Sunac dans le cadre d'une opération de 9,3 milliards de dollars durant l'été 2017,,.
En février 2018, Wanda Group cède 12,77% du capital de sa filiale Wanda Film Holding (7,8 milliards de yuans) à deux investisseurs, dont Alibaba Group. Le 31 octobre 2018, le Wanda Group, qui voulait être le Walt Disney chinois, vend ses 13 parcs à thèmes au groupe Sunac pour 900 millions d'USD.
Wanda Group contrôlait AMC Entertainment grâce à ses actions de classe B dont les droits de vote étaient supérieurs. Wanda vend l'ensemble de sa participation dans AMC en mai 2021.

## Organisation de la société
- Wanda Commercial Properties qui comprend 
  - Wanda Plaza (133 à fin 2015) mêlant un hôtel et un centre commercial ouvert ou fermé
  - Wanda Hotel and Resorts qui propose des hôtels de luxe (84 hôtels et 23000 chambres à fin 2015) au travers de quatre marques
    - Wanda Reign
    - Wanda Vista
    - Wanda Realm
    - Wanda Jin

  - Wanda Mall, des complexes touristiques avec hôtels, centre commercial, activités touristiques diverses (musée, parc aquatique, théâtres, ...)
  - Wanda Department Stores (51 à fin 2015)
  - Wanda Commercial Management, qui assure la gestion des Wanda Plaza
- Wanda Cultural Industry Group qui comprend 
  - Wanda Film Holdings
    - Wanda Cinema Line, chaîne de cinémas en Chine (292 cinémas et 2 557 salles)
    - Wanda’s Hoyts Cinema, chaîne de cinémas en Océanie (52 cinémas et 424 salles)
    - Qingdao Oriental Movie Metropolis (en), un studio de cinéma de 200 hectares à Qingdao, surnommé Chinawood.
    - Wuzhou Film Distribution, la division assurant la distribution de films
    - Wanda Pictures, le studio de production

  - Wanda Tourism Holdings
    - LY.com, un site internet de voyages (croisières) et de billetteries
    - Wanda Beijing Tourism Investment Company, l'une de 12 sociétés locales d'investissement touristique
    - Wanda Outdoor Theme Park qui comprend des parcs à thèmes
    - Wanda Indoor Theme Park qui comprend des parcs aquatiques, des stations de ski intérieures, des parcs sur le cinéma

  - Wanda Sports Holdings
    - Club Atlético de Madrid (20%)
    - World Triathlon Corporation propriétaire des marques Ironman et Ironman 70.3, organisateur de compétitions de triathlon.
    - Infront Sports & Media, qui détient des droits audiovisuels pour de nombreux sports

  - Wanda Children's Entertainment
    - Wanda Kids Park, des parcs d'activités intérieurs pour enfants de 0 à 15 ans.
    - Wanda kidsplace, des parcs d'activités intérieurs pour enfants de 0 à 8 ans.

  - Wanda Cultural Tourism Planning Institute
  - Wanda Art Collection, qui finance des manifestations artistiques
- Wanda Financial Group
  - Wanda Internet Finance Company, une division bancaire spécialisée dans l'économie numérique
  - Wanda Investment Company, une division d'achat et d'acquisition
  - Aegon Life Insurance Company (en), une société d'assurances
- Autres intérêts 
  - Sunseeker, constructeur de yacht de luxe
  - Unilabs Investments, fonds d'investissement.